# Forbundseksekution mod Holsten og Lauenburg
Forbundseksekutionen mod Holsten og Lauenburg var en militær intervention, der gik forud for den 2. Slesvigske krig.
Det Tyske Forbund (Forbundsdagen) havde allerede den 1. oktober 1863 vedtaget, at besætte hertugdømmerne Holsten og Lauenburg (som var medlemsstater i det Tyske Forbund) ved en såkaldt forbundseksekution, for at tvinge Danmark til at overholde Londontraktaten af 8. maj 1852.
Besættelsen startede den 21. december 1863 og varede officielt til den 5. december 1864. Besættelsen blev gennemført af saksiske og hannoveranske forbundstropper. Forbundet havde dog ikke ret til at overskride Ejdergrænsen til Hertugdømmet Slesvig (som var dansk lensområde). Forbundseksekutionenen blev dog formålsløs, da preussiske og østrigske tropper den 1. februar 1864 overskred Ejderen og gik ind i Slesvig, hvormed den 2. Slesvigske krig startede.

## Baggrund
Efter at både det Tyske Forbund og den holstenske stænderforsamling havde afvist fællesforfatningen fra 1855 og efter at holstenske deputerede havde forladt det fælles rigsråd, udstedte kongen den 30. marts 1863 en af C.C. Hall udformet kundgørelse, hvorved Holsten og Lauenborg skulle få en ny forfatning (kundgørelse af 30. marts 1863). De tyske stormagter protesterede og den tyske forbundsdag vedtog den 9. juli 1863, at kundgørelsen skulle tilbagekaldes inden seks uger. Alligevel forelagde udenrigsminister Hall få uger senere, den 28. september 1863, et udkast til en ny fælles forfatning kun for Danmark og Slesvig. Den internationale reaktion var forudsigeligt negativ. Den engelske regering opfordrede Danmark at trække kundgørelsen af 30. marts tilbage og den svensk-norske regering stillede sig modvillig overfor de forhandlinger om en fælles nordisk alliance, som den svenske konge Karl 15. havde tilbudt Frederik 7. .
Den 1. oktober 1863 vedtog den tyske forbundsdag i Frankfurt, at hertugdømmerne Holsten og Lauenborg -som medlemsstater i det Tyske Forbund- skulle besættes af tyske forbundsstyrker (forbundseksekution) for at tvinge Danmark til at overholde Londonaftalerne. Besættelsen skulle udføres af Preussen, Østrig, Sachsen og Hannover. De to sidstnævnte skulle hver udnævne en kommissær til Holstens og Lauenborgs styrelse. Imidlertid underskrev den nye konge Christian 9. den 18. november 1863 - trods store betænkeligheder - den nye novemberforfatning.
Rigsdagen vedtog novemberforfatningen kort før Frederik d. 7.'s død i november 1863. Forfatningen erstattede den hidtidige helstatsforfatning, idet den drejede sig om fællesanliggender for Danmark og Slesvig, men ikke Holsten. Slesvig skulle have sin egen slesvigske landdag og Danmark fortsat sin egen rigsdag. Hermed ville det være muligt at regere uden om de holstenske repræsentanter i rigsrådet, der var årsagen til at den danske regering var delvis lammet. Dette løste umiddelbart det forfatningsmæssige problem, men samtidig brød Danmark reglerne i London-protokollen fra 1852. Ifølge den måtte Danmark nemlig ikke knytte Slesvig nærmere til kongeriget end Holsten.
For at afværge en besættelse af Holsten og Lauenborg satte den danske regering den 4. december 1863 kundgørelsen af 30. marts ud af kraft. Men da kongen nærede stærk tvivl om muligheden for at gennemføre regeringens politik i praksis, foretrak C.C. Hall at give ham frie hænder til at forsøge en løsning ad andre veje og indgav derfor sin og sit ministeriums dimission 24. december 1863. Regeringen havde oprindelig stået sammen om at træde tilbage i fællesskab, men Monrad brød denne aftale og accepterede at danne et nyt ministerium, som tiltrådte ved årsskiftet 1863-1864. Det lykkedes ham at danne en regering, men da mange oplagte kandidater afslog at påtage sig ministerposter, bestod Monrads regering primært af embedsmænd.
I det tyske forbund bekræftede forbundsdagen beslutningen om at gribe til militær eksekution, og saksiske og hannoveranske forbundstropper blev samlet syd for Elben. Danmark blev opfordret at trække sine tropper tilbage fra Holsten og Lauenborg . Den 17. december 1863 vedtog statsrådet i København at rømme Holsten og at samle de danske tropper nord for Ejderen. Få dage senere, den 23. december 1863, indledtes eksekutionen, da forbundstropperne gik over Elben og besatte Altona ved Hamborg. Herfra fortsatte de op gennem Holsten til den holstensk-slesvigske grænseby Rendsborg den 31. december. Besættelsen fik nærmest karakter af en afløsning, idet de danske tropper marcherede nord ud af byerne, samtidig med at forbundstropperne marcherede ind fra syd. Alle steder blev de tyske soldater modtaget med stor begejstring. Augustenborg-hertugen "Friedrich der Achte" fulgte efter tropperne og blev ligeledes modtaget med jubel. Den 30. december lod han sig i Kiel hylde som Slesvig-Holstens hertug.
Den engelske regering forsøgte flere gange at mægle mellem parterne. Blandt andet blev det i december 1863 foreslået, at afgørelsen af den dansk-tyske strid skulle overdrages en konference af repræsentanter for de stater, der havde undertegnet London-traktakten af 1852 samt repræsentanter for det Tyske Forbund. for at imødekomme forslaget, ophævede den danske regering den 4. december 1863 Martskundgørelsen, samtidig med at den tilsluttede sig den foreslåede konference, som dog blev afvist af både Preussen og Østrig  .
Et preussisk-østrigsk forslag om at fortsætte eksekutionen med en besættelse af Slesvig, med mindre novemberforfatningen tilbagekaldtes af den danske regering, blev forkastet af forbundsdagen. men den 7. december bøjede den sig for en Preussisk -Østrigsk besættelse af Holsten. Den 14. januar 1864 erklærede Preussen og Østrig, at de ikke længere følte sig forpligtet af forbundsdagens beslutninger vedrørende Slesvig, og en fælles hærstyrke på 61.000 mand blev samlet syd for Ejderen. Den 16. januar 1864, stillede Preussen og Østrig Danmark et ultimatum om, at novemberforfatningen skulle ophæves og danske tropper rømme Slesvig inden for 48 timer. På Statsrådsmødet den 19. januar lykkedes det D.G. Monrad at opnå tilslutning - og kongens samtykke- til en udsættelse af den officielle danske reaktion på kravet, som efter forhandling i ministeriet skulle udmunde i en resolution. Da Danmark således reelt havde ignoreret kravet, som i øvrigt var umuligt at gennemføre i praksis, gik preussiske og østrigske tropper -uden samtykke af forbundsdagen i Frankfurt- den 1. februar 1864 ind i Slesvig.